# Hartmann Bjørnsen
Alfred Hartmann Bjørnsen (Bjørnson), född 2 februari 1889, död 25 september 1974, var en norsk gymnast.
Bjørnsen tävlade för Norge vid olympiska sommarspelen 1912 i Stockholm, där han var med och tog guld i lagtävlingen i fritt system. 